# Roger Staub
Roger Staub, född den 1 juli 1936 i Arosa, död 30 juni 1974, var en schweizisk alpin skidåkare.
Staub blev olympisk guldmedaljör i storslalom vid vinterspelen 1960 i Squaw Valley.